# Onyx (muzička grupa)
Onyx je američki hardcore hip-hop grupa iz Južne Jamajke, Queens, New York. Grupa se sastoji od istočne obale repera Sticki Fingaz i Fredro Star. Soni Sez i pokojni Veliki DS (Marlon Flečer) su takođe članovi. Big DS je otišao pole debi albuma grupe. Njihova muzika se koristi u filmovima kao sto su "koliko visok" i "8. Mile gde je glavni lik Eminem" i tv emisije kao što su " i Tosh kao i brojne reklame, uključujući Gatorade.

## Istorija

### Rana karijera
Rana karijera-skupina je formirana 1988 god. i Onyx objavio svoj prvi 12 "singl" "Ah,Ve Do It This" u 1990 godini.Pesma je imala jak uticaj jazza,primetno vise nego u kasnijem radu.U 1991. godini Onyx će predstaviti demo naJam Masterom na Def Jafom,ali veliki DS i Sone Seza(tada poznat kao Suave)su bili u Konektitu u to vreme, tako da je Fredto Starr pozvao svog rođaka Sticky Fingaz (koji je živeo u Bruklinu), Kada se Fingaza pridružio grupi,grupa je objavila Throw Ya Gunz 1992. Nakon toga Onyx potpisao ugovor za snimanje s Def Jam, te su obećali album koji je izašao 1993. godine u Bacdafucup LP. Album je doživio veliki komercijalni uspeh, uključujući i teške svirati na radiju i MTV za singl "Slam". Onyx takođe izvodi s Biohazard na nastupu "Sudnji Night", uzet iz soundtracka istog imena. Onyx takođe primio kritike, osvojivši Soul Train je album godine.

### Prvi album
Big je DS napustio grupu nakon izlaska prvog albuma, kako bi na kraju neuspešne nastavio solo karijeru. U 1995, oniks je izdao svoj drugi album All We Got Us . Iako je album bio je znatno manje uspješan na tržištu, pokazalo se da je kritički uspjeh. , All We Got Iz Us I je naveden kao najbolji rap album proizvedene od 1995. i jedan od dvadeset albuma svaki ljubitelj hip-hopa mora posedovati.

### Posle oslobađanja
Oslobađanjem je usledila još jedna praznina u albume, ali članovi su ostali u javnosti od strane nekoliko filmova, uključujući Clockers, Sunset Park (1996) i DEAD predsjednici (1995). Oba repera ce se i dalje pojavljivati u filmovima i na televiziji, koji se pojavljuju na FX mreži na štitu i na CBS CSI: Miami.

### Treći album
Onyx se vratio 1998. s njihovog trećeg albuma Shut 'Em Down, na kojemu se nalaze nastupa od DMX, Lost Boyz, Raekwon, Method Man, Big Pun, Noreaga i tada nepoznati 50 centi. Ovaj album pronašao kritički i komercijalni uspeh. Album dva singla "Reagirati" i "Shut 'Em Down", potonji sadrži DMX. Nakon što je napustio Def Jam, skupina se vratila 2002. godine s Bacdafucup Dijelu II objavljenom Koch Records, nakon objavljivanja 2003. Triggernometry na D3 Entertainment.

### Posle pauze
U 2014. godini, oniks je izdao svoj prvi album nakon više od deset godina. Wakedafucup objavljen 18. marta 2014.
Bivši član Big DS objavio je jedan solo album nakon njegovog odlaska iz grupe. 22. maja 2003. umro je od komplikacija od raka.

## Kasnija karijera
Novi album Onyx-a , pod imenom The Black Rock, was rumored for a 2006/2007 release but was not released, the album is now rescheduled for a release in 2014, with a new title 100% Mad.[3] In June 2008, Onyx released their debut DVD: "Onyx: 15 Years of Videos, History and Violence". The DVD contains every Onyx video digitally remastered with optional commentary, all solo videos, and over an hour of rare footage all the way back from 1992.
Onyx je nastupa i u Srbiji na festivalu "Svi kao jedan".Uz njega na sceni su bili najpoznatiji srpski izvođači rep muzike.

## Diskografija
- Bacdafucup (1993)
- All We Got Iz Us (1995)
- Shut 'Em Down (1998)
- Bacdafucup Part II (2002)
- Triggernometry (2003)
- Cold Case Files: Murda Investigation (2008)
- Cold Case Files Vol. 2 (2012)
- Wakedafucup (2014) sa Snowgoons)